# Qui ha enredat en Roger Rabbit?
Qui ha enredat en Roger Rabbit? (títol original en anglès: Who Framed Roger Rabbit) és una pel·lícula estatunidenca de 1988, dirigida per Robert Zemeckis i protagonitzada per Bob Hoskins, Christopher Lloyd, Joanna Cassidy i Charles Fleischer. Produïda per Touchstone i Amblin Entertainment, la pel·lícula combina personatges reals amb dibuixos animats. El responsable de les seqüències animades va ser el conegut animador canadenc Richard Williams, i la resta d'efectes visuals va anar a càrrec del personal la ILM de George Lucas, feina per la qual van guanyar dos Oscars, un per als efectes visuals i un d'especial al mèrit de la proesa. Està basada en la novel·la Who Censored Roger Rabbit?, de Gary K. Wolf. Aquesta pel·lícula ha estat doblada al català per al canal TV3, i es va emetre el 3 de febrer de 2002.

## Argument
A Los Angeles de 1947, on els dibuixos animats viuen amb la resta del món, es comet un assassinat i el principal sospitós és en Roger Rabbit (Charles Fleischer). El dibuix animat decideix demanar ajuda al detectiu Eddie Valiant (Bob Hoskins) per demostrar la seva innocència, però aquest es mostra reticent en un primer moment. Quan descobreix que darrere de tot hi ha el cruel jutge Doom (Christopher Lloyd) i les seves mosteles animades, en Roger Rabbit i n'Eddie uneixen les seves forces per desvelar la veritat. L'objectiu era destruir la terra dels dibuixos per fer-hi una gran autopista, extrem que els protagonistes impedeixen.

## Repartiment
La pel·lícula va ser doblada al català l'any 2002 per l'estudi International Sound Studio. La traducció l'ha fet Mercè López Arnabat (que també n'era l'ajustadora), i Ignasi Oliver n'ha estat l'assessor lingüístic.
| Paper            | Inteprèt                                                              | Actor de doblatge    |
| ---------------- | --------------------------------------------------------------------- | -------------------- |
| Eddie Valiant    | Bob Hoskins                                                           | Toni Sevilla         |
| Jutge Doom       | Christopher Lloyd                                                     | Salvador Vives       |
| Dolores          | Joanna Cassidy                                                        | Rosa Guiñón          |
| R. K. Maroon     | Alan Tilvern                                                          | Pepe Antequera       |
| Marvin Acme      | Stubby Kaye                                                           | Albert Socias        |
| Tinent Santino   | Richard LeParmentier                                                  | Pep Torrents         |
| Raoul J. Raoul   | Joel Silver                                                           | Antoni Forteza       |
| Roger Rabbit     | Charles Fleischer                                                     | Jordi Estadella      |
| Benny el Taxi    | Charles Fleischer                                                     | Pep Ribas            |
| Jessica Rabbit   | Kathleen Turner                                                       | Montse Moreno        |
| Nadó Herman      | Lou Hirsch                                                            | Enric Serra Frediani |
| Nadó Herman      | April Winchell (sorolls de nadons)                                    | –                    |
| Fura             | David L. Lander                                                       | Ramon Canals         |
| Forense          | Billy J. Mitchell                                                     | Enric Cusí           |
| Ratolí Mickey    | Wayne Allwine                                                         | -                    |
| Ànec Donald      | Clarence Nash (només quatre línies) Tony Anselmo (la resta de línies) | -                    |
| Goofy            | Tony Pope                                                             | -                    |
| Pinotxo          | Peter Westy                                                           | -                    |
| Bugs Bunny       | Mel Blanc                                                             | -                    |
| Ànec Daffy       | Mel Blanc                                                             | -                    |
| Porc Porky       | Mel Blanc                                                             | -                    |
| El gat Silvestre | Mel Blanc                                                             | -                    |
| Ocell Piolin     | Mel Blanc                                                             | -                    |
| Dinamita Sam     | Joe Alaskey                                                           | -                    |

## Premis i nominacions[9]

### Premis
- 1989: Oscar a la millor edició de so per Charles L. Campbell i Louis L. Edemann
- 1989: Oscar als millors efectes visuals per Ken Ralston, Richard Williams, Ed Jones i George Gibbs
- 1989: Oscar al millor muntatge per Arthur Schmidt
- 1989: Special Achievement Award per Richard Williams per la direcció d'animació i creació de personatges animats
- 1989: BAFTA als millors efectes visuals per Ken Ralston, Richard Williams, Ed Jones i George Gibbs

### Nominacions
- 1989: Oscar a la millor fotografia per Dean Cundey
- 1989: Oscar a la millor direcció artística per Elliot Scott i Peter Howitt
- 1989: Oscar al millor so per Robert Knudson, John Boyd, Don Digirolamo i Tony Dawe
- 1989: Globus d'Or a la millor pel·lícula musical o còmica
- 1989: Globus d'Or al millor actor musical o còmic per Bob Hoskins
- 1989: BAFTA al millor guió adaptat per Jeffrey Price i Peter S. Seaman
- 1989: BAFTA a la millor fotografia per Dean Cundey
- 1989: BAFTA al millor muntatge per Arthur Schmidt
- 1989: BAFTA al millor disseny de producció per Elliot Scott
- 1989: César a la millor pel·lícula estrangera
- 1989: Grammy al millor àlbum de banda sonora instrumental escrit per pel·lícula o televisió per Alan Silvestri